# Église Saint-Pierre de Maîche
Pour les articles homonymes, voir Église Saint-Pierre et Saint-Pierre.
L’église Saint-Pierre de Maîche est une église située à Maîche dans le département français du Doubs.

## Histoire
L'église Saint-Pierre actuelle est construite entre 1753 à 1760 pour remplacer l'ancienne église qui avait subi des dégâts durant la guerre de Dix Ans. Le dôme ne fut terminé qu'en 1767.
Après avoir été inscrit, l'église Saint-Pierre de Maîche est classée au titre des monuments historiques par arrêté du 25 janvier 1990.

## Rattachement
L'église fait partie de la paroisse de Maîche (dite paroisse du Plateau de Maîche) qui est rattachée au diocèse de Besançon.

## Architecture
L'architecture de l'église est d'ordre corinthien à influence baroque. La grande nef mesure 42 mètres de long, 30 mètres de large et 16 mètres de haut.

## Mobilier

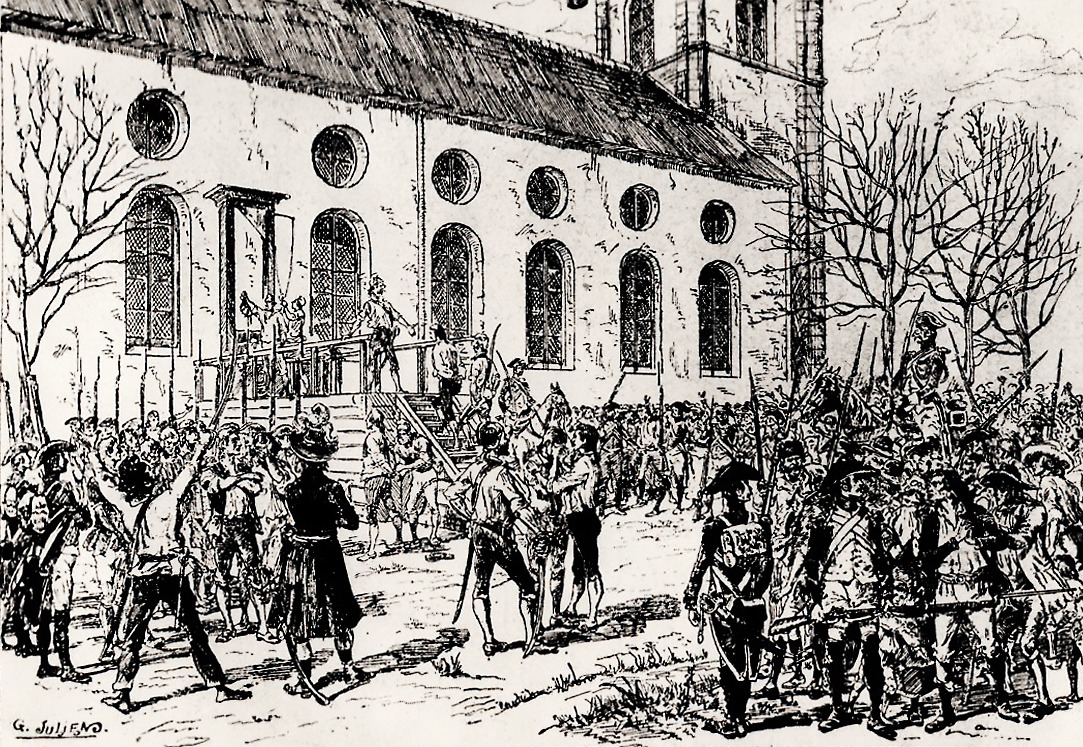
Gravure des guillotinés de la Petite Vendée

Elle possède deux autels latéraux dédiés à Saint-Michel, patron de la paroisse et à Saint-Modeste dont le corps repose dans une châsse. L'église abrite une plaque commémorative en mémoire des 19 guillotinés lors de l'épisode de la Petite Vendée en 1793. Le peintre Jean Le Moal rénove les décorations de l'église en 1950.
L'église renferme également des objets protégés aux monuments historiques :
- un orgue de tribune construit en 1779 par Jacques Besançon, facteur originaire de Suisse, transformé en 1872 par Nicolas Verschneider et restauré en 1977 par Jean Dunand de Villeurbanne ; son buffet est classé à titre objet aux monuments historiques depuis le 9 avril 1985[4] ;
- les fonts baptismaux datant du XVIIIe siècle sculpté en pierre de taille accompagné de son retable en bois inscrits à titre objet aux monuments historiques depuis le 30 août 1984[5].